# Saint-Ferjeux
Saint-Ferjeux är en kommun i departementet Haute-Saône i regionen Bourgogne-Franche-Comté i östra Frankrike. Kommunen ligger i kantonen Villersexel som tillhör arrondissementet Lure. År 2022 hade Saint-Ferjeux 79 invånare.

## Befolkningsutveckling
Antalet invånare i kommunen Saint-Ferjeux
| Referens: INSEE |